# Danh sách tiểu hành tinh: 18001–18100
| Tên                   | Tên đầu tiên | Ngày phát hiện       | Nơi phát hiện                      | Người phát hiện |
| --------------------- | ------------ | -------------------- | ---------------------------------- | --------------- |
| 18001 -               | 1999 JY83    | 12 tháng 5 năm 1999  | Socorro                            | LINEAR          |
| 18002 -               | 1999 JJ84    | 12 tháng 5 năm 1999  | Socorro                            | LINEAR          |
| 18003 -               | 1999 JU84    | 13 tháng 5 năm 1999  | Socorro                            | LINEAR          |
| 18004 Krystosek       | 1999 JD86    | 12 tháng 5 năm 1999  | Socorro                            | LINEAR          |
| 18005 -               | 1999 JD91    | 12 tháng 5 năm 1999  | Socorro                            | LINEAR          |
| 18006 -               | 1999 JE94    | 12 tháng 5 năm 1999  | Socorro                            | LINEAR          |
| 18007 -               | 1999 JK97    | 12 tháng 5 năm 1999  | Socorro                            | LINEAR          |
| 18008 -               | 1999 JV99    | 12 tháng 5 năm 1999  | Socorro                            | LINEAR          |
| 18009 Patrickgeer     | 1999 JP100   | 12 tháng 5 năm 1999  | Socorro                            | LINEAR          |
| 18010 -               | 1999 JQ100   | 12 tháng 5 năm 1999  | Socorro                            | LINEAR          |
| 18011 -               | 1999 JQ113   | 13 tháng 5 năm 1999  | Socorro                            | LINEAR          |
| 18012 Marsland        | 1999 JM114   | 13 tháng 5 năm 1999  | Socorro                            | LINEAR          |
| 18013 Shedletsky      | 1999 JS114   | 13 tháng 5 năm 1999  | Socorro                            | LINEAR          |
| 18014 -               | 1999 JC121   | 13 tháng 5 năm 1999  | Socorro                            | LINEAR          |
| 18015 Semenkovich     | 1999 JD121   | 13 tháng 5 năm 1999  | Socorro                            | LINEAR          |
| 18016 Grondahl        | 1999 JU122   | 13 tháng 5 năm 1999  | Socorro                            | LINEAR          |
| 18017 -               | 1999 JC124   | 14 tháng 5 năm 1999  | Socorro                            | LINEAR          |
| 18018 -               | 1999 JR125   | 10 tháng 5 năm 1999  | Socorro                            | LINEAR          |
| 18019 Dascoli         | 1999 JJ126   | 13 tháng 5 năm 1999  | Socorro                            | LINEAR          |
| 18020 Amend           | 1999 JT126   | 13 tháng 5 năm 1999  | Socorro                            | LINEAR          |
| 18021 Waldman         | 1999 JH127   | 13 tháng 5 năm 1999  | Socorro                            | LINEAR          |
| 18022 Pepper          | 1999 JN127   | 13 tháng 5 năm 1999  | Socorro                            | LINEAR          |
| 18023 -               | 1999 JQ129   | 12 tháng 5 năm 1999  | Socorro                            | LINEAR          |
| 18024 Dobson          | 1999 KK4     | 20 tháng 5 năm 1999  | Oaxaca                             | J. M. Roe       |
| 18025 -               | 1999 KF5     | 18 tháng 5 năm 1999  | Kitt Peak                          | Spacewatch      |
| 18026 Juliabaldwin    | 1999 KG13    | 18 tháng 5 năm 1999  | Socorro                            | LINEAR          |
| 18027 Gokcay          | 1999 KL14    | 18 tháng 5 năm 1999  | Socorro                            | LINEAR          |
| 18028 Ramchandani     | 1999 KO14    | 18 tháng 5 năm 1999  | Socorro                            | LINEAR          |
| 18029 -               | 1999 KA16    | 21 tháng 5 năm 1999  | Socorro                            | LINEAR          |
| 18030 -               | 1999 LX4     | 8 tháng 6 năm 1999   | Socorro                            | LINEAR          |
| 18031 -               | 1999 LO14    | 9 tháng 6 năm 1999   | Socorro                            | LINEAR          |
| 18032 Geiss           | 1999 MG1     | 20 tháng 6 năm 1999  | Anderson Mesa                      | LONEOS          |
| 18033 -               | 1999 NR4     | 14 tháng 7 năm 1999  | Zeno                               | T. Stafford     |
| 18034 -               | 1999 NF6     | 13 tháng 7 năm 1999  | Socorro                            | LINEAR          |
| 18035 -               | 1999 NJ7     | 13 tháng 7 năm 1999  | Socorro                            | LINEAR          |
| 18036 -               | 1999 ND26    | 14 tháng 7 năm 1999  | Socorro                            | LINEAR          |
| 18037 -               | 1999 NA38    | 14 tháng 7 năm 1999  | Socorro                            | LINEAR          |
| 18038 -               | 1999 NR48    | 13 tháng 7 năm 1999  | Socorro                            | LINEAR          |
| 18039 -               | 1999 ND49    | 13 tháng 7 năm 1999  | Socorro                            | LINEAR          |
| 18040 -               | 1999 NC60    | 13 tháng 7 năm 1999  | Socorro                            | LINEAR          |
| 18041 -               | 1999 RX13    | 7 tháng 9 năm 1999   | Socorro                            | LINEAR          |
| 18042 -               | 1999 RF27    | 7 tháng 9 năm 1999   | Socorro                            | LINEAR          |
| 18043 Laszkowska      | 1999 RQ54    | 7 tháng 9 năm 1999   | Socorro                            | LINEAR          |
| 18044 -               | 1999 RS89    | 7 tháng 9 năm 1999   | Socorro                            | LINEAR          |
| 18045 -               | 1999 RR100   | 8 tháng 9 năm 1999   | Socorro                            | LINEAR          |
| 18046 -               | 1999 RN116   | 9 tháng 9 năm 1999   | Socorro                            | LINEAR          |
| 18047 -               | 1999 RP145   | 9 tháng 9 năm 1999   | Socorro                            | LINEAR          |
| 18048 -               | 1999 RG170   | 9 tháng 9 năm 1999   | Socorro                            | LINEAR          |
| 18049 -               | 1999 RX195   | 8 tháng 9 năm 1999   | Socorro                            | LINEAR          |
| 18050 -               | 1999 RS196   | 8 tháng 9 năm 1999   | Socorro                            | LINEAR          |
| 18051 -               | 1999 RU196   | 8 tháng 9 năm 1999   | Socorro                            | LINEAR          |
| 18052 -               | 1999 RV199   | 8 tháng 9 năm 1999   | Socorro                            | LINEAR          |
| 18053 -               | 1999 RU208   | 8 tháng 9 năm 1999   | Socorro                            | LINEAR          |
| 18054 -               | 1999 SW7     | 29 tháng 9 năm 1999  | Socorro                            | LINEAR          |
| 18055 Fernhildebrandt | 1999 TJ13    | 11 tháng 10 năm 1999 | Farpoint                           | G. Hug, G. Bell |
| 18056 -               | 1999 TV15    | 11 tháng 10 năm 1999 | Gnosca                             | S. Sposetti     |
| 18057 -               | 1999 VK10    | 9 tháng 11 năm 1999  | Oizumi                             | T. Kobayashi    |
| 18058 -               | 1999 XY129   | 12 tháng 12 năm 1999 | Socorro                            | LINEAR          |
| 18059 Cavalieri       | 1999 XL137   | 15 tháng 12 năm 1999 | Prescott                           | P. G. Comba     |
| 18060 -               | 1999 XJ156   | 8 tháng 12 năm 1999  | Socorro                            | LINEAR          |
| 18061 -               | 1999 XH179   | 10 tháng 12 năm 1999 | Socorro                            | LINEAR          |
| 18062 -               | 1999 XY187   | 12 tháng 12 năm 1999 | Socorro                            | LINEAR          |
| 18063 -               | 1999 XW211   | 13 tháng 12 năm 1999 | Socorro                            | LINEAR          |
| 18064 -               | 1999 XY242   | 13 tháng 12 năm 1999 | Catalina                           | CSS             |
| 18065 -               | 2000 AM41    | 3 tháng 1 năm 2000   | Socorro                            | LINEAR          |
| 18066 -               | 2000 AR79    | 5 tháng 1 năm 2000   | Socorro                            | LINEAR          |
| 18067 -               | 2000 AB98    | 4 tháng 1 năm 2000   | Socorro                            | LINEAR          |
| 18068 -               | 2000 AF184   | 7 tháng 1 năm 2000   | Socorro                            | LINEAR          |
| 18069 -               | 2000 AS199   | 9 tháng 1 năm 2000   | Socorro                            | LINEAR          |
| 18070 -               | 2000 AC205   | 13 tháng 1 năm 2000  | Đài thiên văn Zvjezdarnica Višnjan | K. Korlević     |
| 18071 -               | 2000 BA27    | 30 tháng 1 năm 2000  | Socorro                            | LINEAR          |
| 18072 -               | 2000 CL71    | 7 tháng 2 năm 2000   | Socorro                            | LINEAR          |
| 18073 -               | 2000 CB82    | 4 tháng 2 năm 2000   | Socorro                            | LINEAR          |
| 18074 -               | 2000 DW      | 24 tháng 2 năm 2000  | Oizumi                             | T. Kobayashi    |
| 18075 Donasharma      | 2000 DD5     | 28 tháng 2 năm 2000  | Socorro                            | LINEAR          |
| 18076 -               | 2000 DV59    | 29 tháng 2 năm 2000  | Socorro                            | LINEAR          |
| 18077 -               | 2000 EM148   | 4 tháng 3 năm 2000   | Catalina                           | CSS             |
| 18078 -               | 2000 FL31    | 28 tháng 3 năm 2000  | Socorro                            | LINEAR          |
| 18079 Lion-Stoppato   | 2000 FJ63    | 27 tháng 3 năm 2000  | Anderson Mesa                      | LONEOS          |
| 18080 -               | 2000 GW105   | 7 tháng 4 năm 2000   | Socorro                            | LINEAR          |
| 18081 -               | 2000 GB126   | 7 tháng 4 năm 2000   | Socorro                            | LINEAR          |
| 18082 -               | 2000 GB136   | 12 tháng 4 năm 2000  | Socorro                            | LINEAR          |
| 18083 -               | 2000 HD22    | 29 tháng 4 năm 2000  | Socorro                            | LINEAR          |
| 18084 Adamwohl        | 2000 HP47    | 29 tháng 4 năm 2000  | Socorro                            | LINEAR          |
| 18085 -               | 2000 JZ14    | 6 tháng 5 năm 2000   | Socorro                            | LINEAR          |
| 18086 Emilykraft      | 2000 JQ21    | 6 tháng 5 năm 2000   | Socorro                            | LINEAR          |
| 18087 Yamanaka        | 2000 JA22    | 6 tháng 5 năm 2000   | Socorro                            | LINEAR          |
| 18088 Roberteunice    | 2000 JS30    | 7 tháng 5 năm 2000   | Socorro                            | LINEAR          |
| 18089 -               | 2000 JB41    | 6 tháng 5 năm 2000   | Socorro                            | LINEAR          |
| 18090 Kevinkuo        | 2000 JA56    | 6 tháng 5 năm 2000   | Socorro                            | LINEAR          |
| 18091 Iranmanesh      | 2000 JN58    | 6 tháng 5 năm 2000   | Socorro                            | LINEAR          |
| 18092 Reinhold        | 2000 KR29    | 28 tháng 5 năm 2000  | Socorro                            | LINEAR          |
| 18093 -               | 2000 KS31    | 28 tháng 5 năm 2000  | Socorro                            | LINEAR          |
| 18094 -               | 2000 KN56    | 27 tháng 5 năm 2000  | Socorro                            | LINEAR          |
| 18095 Frankblock      | 2000 LL5     | 5 tháng 6 năm 2000   | Socorro                            | LINEAR          |
| 18096 -               | 2000 LM16    | 1 tháng 6 năm 2000   | Socorro                            | LINEAR          |
| 18097 -               | 2000 LU19    | 8 tháng 6 năm 2000   | Socorro                            | LINEAR          |
| 18098 -               | 2000 LR20    | 8 tháng 6 năm 2000   | Socorro                            | LINEAR          |
| 18099 Flamini         | 2000 LD27    | 6 tháng 6 năm 2000   | Anderson Mesa                      | LONEOS          |
| 18100 Lebreton        | 2000 LE28    | 6 tháng 6 năm 2000   | Anderson Mesa                      | LONEOS          |